# Diego de Astorga y Céspedes
Diego de Astorga y Céspedes (Gibraltar, 1665 - Madrid, 9 de febrer de 1734) va ser un religiós espanyol, cardenal arquebisbe de Toledo, primat de l'Església a Espanya. També va ser inquisidor general.
Personatge d'orígens no nobiliaris es va llicenciar en dret canònic a la Universitat de Granada i va ser ordenat prevere el 1689. El 1705 era nomenat vicari general de la diòcesi de Ceuta i el 1710 Inquisidor General del regne de Múrcia.
Sis anys més tard, gràcies a la seva feina destacada en els seus càrrecs, Felip V el proposa per a ser bisbe de Barcelona, càrrec que ocupa a partir del 30 de març de 1716. Aquest mateix any és nomenat inquisidor general de la monarquia. Durant el seu mandat, participa en un concili provincial a Girona per mitjà d'un procurador; el 1717 permet a l'orde dels caputxins la construcció d'un convent dins del murs de la ciutat de Barcelona. El 31 d'agost de 1720 és nomenat arquebisbe de Toledo per Climent XI, quelcom que suposa el seu trasllat des de la seu barcelonina i, a més, la renúncia al càrrec d'inquisidor general.
El 1724, Felip V va abdicar en el seu fill Lluís I, per assessorar el nou i jove monarca, Felip va crear un gabinet de govern, del qual Astorga com a arquebisbe de Toledo, en va formar part, fins a la mort de Lluís el mateix any, resultant la tornada al tron de Felip V.
Va ser creat cardinal per Benet XIII a instàncies de Felip V, el 26 de novembre de 1727, per bé que va mantenir-se com cardenal prevere sense títol.
Va morir el 1734 a Madrid, sent enterrat a la capella del Santíssim Sagrament, que havia fundat ell a la catedral de Toledo.